# ジュディス・メリル
ジュディス・メリル（Judith Merril, 1923年1月21日 - 1997年9月12日）は、アメリカ合衆国の（後年、カナダへ移住した）SF編集者・作家、そして政治活動家である。本名、ジュディス・ジョゼフィン・グロスマン（Judith Josephine Grossman）。「ジュディス・メリル」は1945年頃から使い始めたペンネームである。別名義としてシリル・ジャッド（Cyril Judd）がある。
『年刊SF傑作集』などを編んだ、ニュー・ウェーブ支持のSF編集者として著名。作家としてスタートし（ただし最初に稿料を得た作品はSFではなかった）、初めの数年間で3作の長編SF（最初の一つ以外はC・M・コーンブルースと合作）と何作かの短編SFを書いた。代表作としては短編「ママだけが知っている」が挙げられる。彼女はSF界における約40年の活動で、26の短編を発表し、同数のアンソロジーを編集した。

## 経歴

### 前半生
メリルはボストンで生まれた。小学生のころに父が自殺。母が仕事を得るためにニューヨーク市のブロンクス区へ移った。十代中頃にはシオニズムとマルキシズムにかぶれた。
1939年（16歳）、モリス・ハイスクール（Morris High School）を卒業し、またヒトラー＝スターリン条約（独ソ不可侵条約）の影響で政治的信条を考え直す。翌年、トロツキズム運動を通じて知り合ったダン・ズィスマン（Dan Zissman）という人物と結婚した。1942年12月に娘のメリル・ズィスマンが生まれた。
この時期、ニューヨーク市を本拠地とするSFファン団体フューチャリアンズの会員となる（数少ない女性会員の一人であった）。メリルが合作をしたコーンブルースも会員であった。他の会員にはアイザック・アシモフ、フレデリック・ポール、ドナルド・A・ウォルハイム、ジェイムズ・ブリッシュ、デーモン・ナイト、H・ビーム・パイパーらがいた。
1945年ごろ、ズィスマンと別居。1946年に同じくフューチャリアンズの一員であったフレデリック・ポールと同棲を始める。ズィスマンとの離婚が成立したのは1948年のことで、同年11月25日に彼女とポールは結婚した。

### アメリカのSF界における執筆・編集活動
ジュディス・メリルがプロの作家として短編のスポーツ小説を書き始めたのは1945年であり、最初のSFが活字になったのはそれより遅れて1948年のことである。彼女の作品の大半（ただし、全てではない）は元フューチャリアン仲間が編集する雑誌に掲載された。彼女はこの時期、ヒドラ・クラブ（Hydra Club）の創設にも関わっている。メリルの短編"Dead Center"（F&SF誌1954年11月号）は、SF雑誌に発表された作品としては、マーサ・フォーリー（Martha Forley）が50年代に編集したアンソロジー"Best American Short Stories"に収録された只2つの作品のうちの1つである。
1950年、第二子のアンが誕生。なおその娘エミリー・ポール＝ウィアリー（Emily Pohl-Weary）は、長じてからは作家となり、ジュブナイルおよびSFの分野で活動。また、メリルの死後は遺された書簡やメモを基にその伝記を執筆した。1952年にはポールと別居。翌年には離婚が成立した。この年、ウォルター・M・ミラー・ジュニアと半年ほど同棲した。1960年に三度目の結婚をする。63年にみたび別居に至るが、離婚は成立せず。
メリルはSFアンソロジーの編集を1950年から始め、1985年まで続けた。1956年から67年にかけての『年刊SF』シリーズは特に有名である。アンソロジーの「編者前書き」やその他の著作において、メリルは「もはやSFは孤立しているのではなく、主流文学の一部となるべきである」と活発に論じた。また、1965年から69年の期間には『F&SF誌』の編集部で重要な役割を果たした。
1956年、メリルはデーモン・ナイト、ジェイムズ・ブリッシュと「ミルフォードSF作家会議」を主宰。この会議はのちにSF作家の養成講座「ミルフォード・ワークショップ」となった。
SF研究家のロブ・レイサム（Rob Latham）は2005年に次のように述べている。「50年代を通して、メリルは、SF仲間のジェイムズ・ブリッシュやデーモン・ナイトと共に、この分野に高い文学的水準と優れたプロフェッショナリズムを導入すべく働いた」が「作家たちは『“ミルフォード・マフィア”たちが本来この分野には異質な文学性を奉ってSF独特の良さを駄目にしている』ことに不平を言った。」
メリルが1960年代序盤にシカゴのライオン・ブックス社で手がけたアンソロジーの企画は頓挫したが、それにインスパイアされたハーラン・エリスンはその企画の自分版を推進し、1967年にはアンソロジー『危険なヴィジョン』をダブルデイ社から刊行した。1968年、ニュー・ウェーブ運動の支持者として、メリルはイギリスの最新SFを集めたアンソロジー"England Swings SF"を編集した。

### カナダ時代
1960年代の終わりにカナダに移住。ロッチデール大学（Rochdale College）草創期の実験的教育に関わる。
1970年、SFの蔵書のうち英語で書かれ公刊されたもの全てをトロント公共図書館（Toronto Public Library）に寄贈した（メリル・コレクション）。
また、1970年夏に初来日し、東京・名古屋・大津で開催された「国際SFシンポジウム」に参加、大阪で開催された日本万国博覧会を見学し、帰り際には日本のSFを翻訳したい、そのためにまた日本で過ごしてみたいと言い残した。1972年3月、再来日し、日本SFの英訳プロジェクトのため半年間過ごした。この時の英訳プロジェクトは頓挫したものの、グラニス・デイビスに引き継がれてアメリカでの出版に繋がった。メリルの日本滞在が引き起こした衝撃は大きく、その後、矢野徹の発案で翻訳勉強会が開かれるようになるなど、日本のSF翻訳家に影響を与えた。
-
1976年にはカナダの市民権を取得。1970年代中期から晩年に至るまで、平和運動に多くの時間を費やす。1980年代初期にはカナダ国立文書館に膨大な量の私信、未発表原稿、日本のSFに関する資料を寄付した。
1997年9月12日、心不全のためトロントで死去。同年、アメリカSFファンタジー作家協会（SFWA）から名誉作家（Author Emeritus）の称号を贈られた。
2003年、Emily Pohl-Wearyとの共著「Better to Have Loved: The Life of Judith Merril」で、ヒューゴー賞関連書籍部門を受賞。
2016年に、第16回コードウェイナー・スミス再発見賞を贈られた。

## 主な著作

### 小説・評論
- Shadow on the Hearth (1950)
- Outpost Mars (1950)。シリル・ジャッド名義。C・M・コーンブルースと共作
- Gunner Cade (1952)。シリル・ジャッド名義。C・M・コーンブルースと共作
- The Tomorrow People (1960)
- Daughters of Earth and Other Stories (1968)。短編集
- What do you mean, Science? Fiction? (1971) 『SFに何ができるか』（晶文社、1972年、日本オリジナルの評論集）
- Survival Ship and Other Stories  (1973)。短編集
- The Best of Judith Merril (1976)。短編集
- Homecalling and Other Stories: The Complete Solo Short SF of Judith Merril (2005)。短編集。エリザベス・キャリー（Elisabeth Carey）編

### 年刊SFアンソロジー
- SF: The Year's Greatest Science Fiction and Fantasy (1956)
- SF '57: The Year's Greatest Science Fiction and Fantasy (1957)
- SF '58: The Year's Greatest Science Fiction and Fantasy (1958)
- SF '59: The Year's Greatest Science Fiction and Fantasy (1959)
- The 5th Annual of the Year’s Best S-F  (1960)
- The 6th Annual of the Year’s Best S-F  (1961) 『年刊SF傑作選1』（東京創元社、1967年）
- The 7th Annual of the Year’s Best S-F  (1962) 『年刊SF傑作選2』（東京創元社、1967年）
- The 8th Annual of the Year’s Best S-F  (1963) 『年刊SF傑作選3』（東京創元社、1968年）
- The 9th Annual of the Year’s Best S-F  (1964) 『年刊SF傑作選4』（東京創元社、1968年）
- The 10th Annual of the Year’s Best S-F  (1965) 『年刊SF傑作選5』（東京創元社、1973年）
- The 11th Annual of the Year’s Best S-F  (1966) 『年刊SF傑作選6』（東京創元社、1975年）
- SF12 (1967) 『年刊SF傑作選7』（東京創元社、1976年）
- SF; the Best of the Best (1967） - 56年～60年分のBestからのセレクト本。『SFベスト・オブ・ザ・ベスト』上下（東京創元社、1976年,1977年）

### 上記以外のアンソロジー
- Shot in the Dark (1950)
- Galaxy of Ghouls (1955) 『宇宙の妖怪たち』（早川書房、1958年）
- England Swings SF (1968)
- Tesseracts (1985)

### 伝記
- Better to Have Loved: The Life of Judith Merril (2002), Emily Pohl-Wearyとの共著 メリルの自伝＆伝記